# Gerrit Adriaenszoon Berckheyde

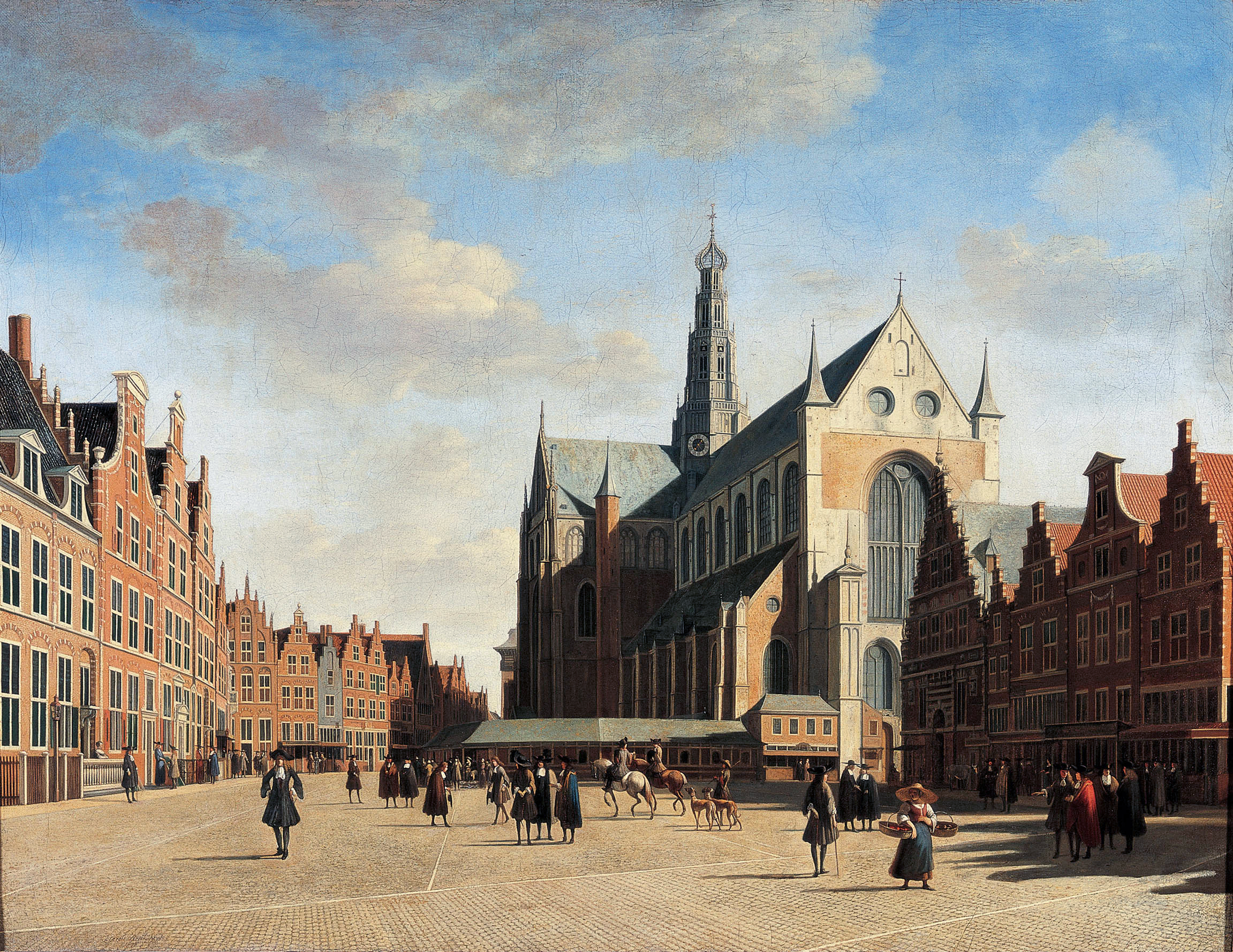
De Grote Markt te Haarlem met de Sint-Bavokerk, 1696

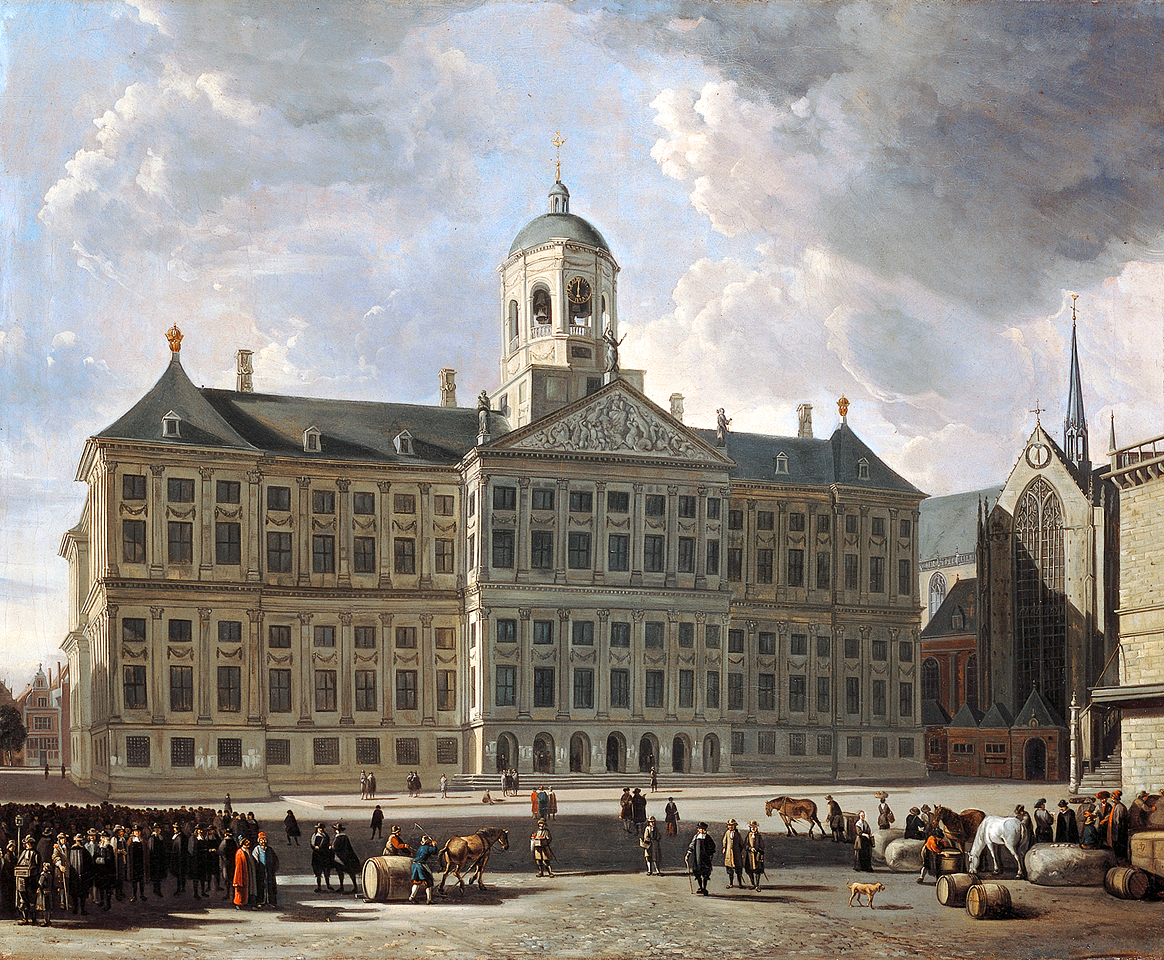
Het stadhuis op de Dam te Amsterdam, 1683

Gerrit Adriaenszoon Berckheyde (ur. 1638 w Haarlemie, zm. 1698 w Amsterdamie) – holenderski malarz pejzażysta.
Jego pierwszym nauczycielem był starszy brat Job Adriaenszoon Berckheyde, później, według części źródeł, Frans Hals.  Około 1600 r. Gerrit Berckheyde prowadził wspólnie z bratem pracownię malarską w Haarlemie. W latach 50. XVII w. udał się w podróż wzdłuż Renu do Niemiec przez Kolonię, Bonn, Mannheim, by zatrzymać się na dłużej w Heidelbergu i prawdopodobnie pracować dla Karola Ludwika Wittelsbacha elektora Palatynatu Reńskiego. Od 27 lipca 1660 był członkiem gildii św. Łukasza. 
Artysta znany jest niemal wyłącznie z pejzaży miejskich Amsterdamu, Hagi i Haarlemu. Jego prace odznaczają się subtelnym wykorzystaniem światła i cienia, poetycką harmonią i fotograficzną dokładnością. Jego prace były inspirowane twórczością innych malarzy holenderskich takich jak Jan van der Heyden, Pieter Jansz Saenredam i Jan Vermeer
Największe zbiory obrazów Gerrita Adriaenszoona Berckheyde posiadają muzea w Amsterdamie i Antwerpii, oraz galerie w Kassel, Dreźnie i Schwerin.